# European Laboratory for Learning and Intelligent Systems
Lo European Laboratory for Learning and Intelligent Systems (ELLIS) è una rete di eccellenza pan-europea e un'associazione senza scopo di lucro dedicata all'intelligenza artificiale (IA) che si concentra sulla scienza fondamentale, l'innovazione tecnica e l'impatto sociale. Fondato nel 2018, ELLIS si basa sull'apprendimento automatico come motore dell'intelligenza artificiale moderna e mira a garantire la sovranità dell'Europa in questo campo competitivo, creando un laboratorio di ricerca multi-centrico sull'IA. ELLIS intende assicurare che il più alto livello di ricerca sull'IA venga svolto nelle società aperte d'Europa e comprende 43 sedi, 16 programmi di ricerca e un programma pan-europeo di dottorato e post-dottorato.

## Storia
L'organizzazione è stata ispirata dal programma Learning in Machines and Brains del Canadian Institute for Advanced Research. ELLIS è stato proposto per la prima volta in una lettera aperta ai governi europei nell'aprile 2018, in cui si affermava che l'Europa non stava tenendo il passo con gli Stati Uniti e la Cina. La lettera sollecitava i governi ad agire per fornire opportunità e finanziamenti per una ricerca sull'IA di livello mondiale in Europa.
ELLIS è stato fondato il 6 dicembre 2018 durante la Conference on Neural Information Processing Systems (NeurIPS).